# Birni-Lafia
Birni-Lafia ist ein Arrondissement im Departement Alibori in Benin. Es ist eine Verwaltungseinheit, die der Gerichtsbarkeit der Kommune Karimama untersteht. Gemäß der Volkszählung von 2013 hatte Birni-Lafia 17.332 Einwohner, davon waren 8659 männlich und 8673 weiblich.
Östlich von Birni-Lafia verläuft der Niger, der dort die natürliche Grenze zum Nachbarland Niger bildet. Die durch das Arrondissement verlaufende Straße N15 führt nordwärts nach Karimama und südwärts nach Guéné, wo ein Anschluss an die Fernstraße RNIE2 besteht.